# Слотен (Фрисландия)
Слотен (нидерл. Sloten, з.-фриз. Sleat) — маленький город (в прошлом город-крепость) в общине Фриске Маррен провинции Фрисландия, Нидерланды. Слотен расположен на берегу озера Слотенмер и находится между городами Леммер и Балк. Слотен является одним из Одиннадцати фризских городов. Он был независимой общиной до 1984 года, затем до 2014 года принадлежал общине Гастерлон-Слет. В 2017 году население Слотена составляло 715 человек.

## История
Слотен возник в XIII веке как поселение возле крепости семьи ван Харинксма туэ Слотен, которая располагалась на пересечении торгового пути из Бентгейма в Ставерен. В то время у семьи было много конфликтов с феткоперами. В настоящее время от той крепости ничего уже не осталось. Первое упоминание о городских правах Слотена датируется 30 августа 1426 года. В 1523 году город стал последней фризской крепостью, попавшей в руки наследников графов Голландии. Во время осады Слотена в 1523 году, где дислоцировались фризские и гелдерландские войска, голландский дворянин Ян II ван Вассенар был смертельно ранен. Он был последним голландцем, который умер в борьбе за контроль над Фрисландией.
Слотен находился на важном водном пути из Снека в Зёйдерзе и далее в ганзейские города на Эйсселе. В Слотене этот водный путь пересекался с просёлочной дорогой из Германии в Ставерен. Поэтому на этом перекрестке можно было взимать плату и осуществлять стратегический контроль. Слотен был также важным ключевым пунктом в Восьмидесятилетней войне. Испанцы пытались взять город, спрятав людей на пивной барже, но хитрость не удалась. В конце Второй мировой войны немцы взорвали мост через реку Э, чтобы замедлить продвижение канадских войск.
С тех пор Слотен потерял своё стратегическое значение. Город популярен среди любителей водных видов спорта и однодневных поездок. В 1970-х годах на южной стороне города была построена пристань для яхт, где расположено несколько компаний, занимающихся водными видами спорта. В городе также есть крупная фабрика, которая является частью группы Nutreco. Компания производит заменители молока для молодняка крупного скота, такого как телята и поросята. В районе Слотена много животноводческих хозяйств, что является важной основой для местной экономики.
Город почти полностью сохранил своё первоначальное защитное ограждение из крепостного вала и рва, а первоначальная структура Слотена сохранилась почти полностью. Крепость была спроектирована и построена известным строителем крепостей Менно ван Кохорном, который похоронен в близлежащем Вейккеле. Слотен был идеальным городом с точки зрения крепости, его форма напоминает лук, что дает ему прозвище sipelstêd (луковый город). Sipelsneon (луковая суббота) - это местная ярмарка, которая проводится в последнюю субботу июня.
Часто считается, что Слотен — самый маленький город в Нидерландах, но это не так. Однако Слотен — самый маленький город во Фрисландии.
- Реформатская церковь
- Церковь святого Фредерика
- Мельница Де Кай
- Ратуша-музей